# Trempealeau National Wildlife Refuge
Das Trempealeau National Wildlife Refuge ist ein National Wildlife Refuge und einer Flächengröße von 6,808 Acre (27,55 km²) entlang des Oberlaufs des Mississippi River im Trempealeau County in Wisconsin, Vereinigte Staaten. Im Schutzgebiet befinden sich zwei kleine Privatgrundstücke. Das Gebiet ist nur durch eine Eisenbahnlinie vom Upper Mississippi River National Wildlife and Fish Refuge getrennt. Im Süden grenzt der Perrot State Park an. Es wird vom United States Fish and Wildlife Service betreut. Das Trempealeau National Wildlife Refuge hat einen eigenen Refuge Manager wird aber vom La Crosse District des Upper Mississippi River National Wildlife and Fish Refuge verwaltet. Die Ehrenamtlichen Mitarbeiter des National Wildlife Refuge sind seit 2007 im Verein Friends of Trempealeau Refuge organisiert.
1936 wurden zunächst die Prärie-Bereiche des Trempealeau National Wildlife Refuge per Executive Order von Präsident Franklin D. Roosevelt ausgewiesen. Später kam es zur Schutzgebietserweiterung um Rückstaugewässer abseits des Mississippi. Das Trempealeau National Wildlife Refuge wurde kürzlich um etwa 800 Acre entlang des Trempealeau River erweitert.
Es handelt sich zum Teil um ein Feuchtgebiet, das aus Rückstaugewässern abseits des Mississippi und des Trempealeau River besteht und ein wichtiges Element des Mississippi Flyway (einer der wichtigsten Vogelzugrouten) ist. Es ist ein Teil Nordamerikas, der während der letzten Eiszeit eisfrei blieb, wodurch zum Teil die tiefe Schlucht des Mississippi entstand, die von diesem Gebiet aus gut sichtbar ist.
Es ist auch eine Prärie mit Gräsern wie Andropogon gerardi (big bluestem), Sorghastrum nutans (indiangrass) und Rutenhirse, die bis zu 2,4 bis 2,7 m hoch wachsen kann.
In dem Reservat gibt es auch Auwald mit Schwarz-Birke, Zweifarbiger Eiche und Silberahorn.
Säugetierarten wie Nordamerikanischer Fischotter, Bisamratte, Kanadischer Biber und Weißwedelhirsch leben in diesem Gebiet. Zehn Paare des Kanadakranichs brüten im National Wildlife Refuge. Laut der Vogelliste des Trempealeau National Wildlife Refuge kommen 263 Vogelarten regelmäßig in dem Gebiet vor, 21 Arten sind ausnahmsweise zu beobachten und 121 Arten brüten.
Auf der digitalen Plattform EBird kann man sich aktuelle Vogelbeobachtungen im Gebiet ansehen.

## Bilder

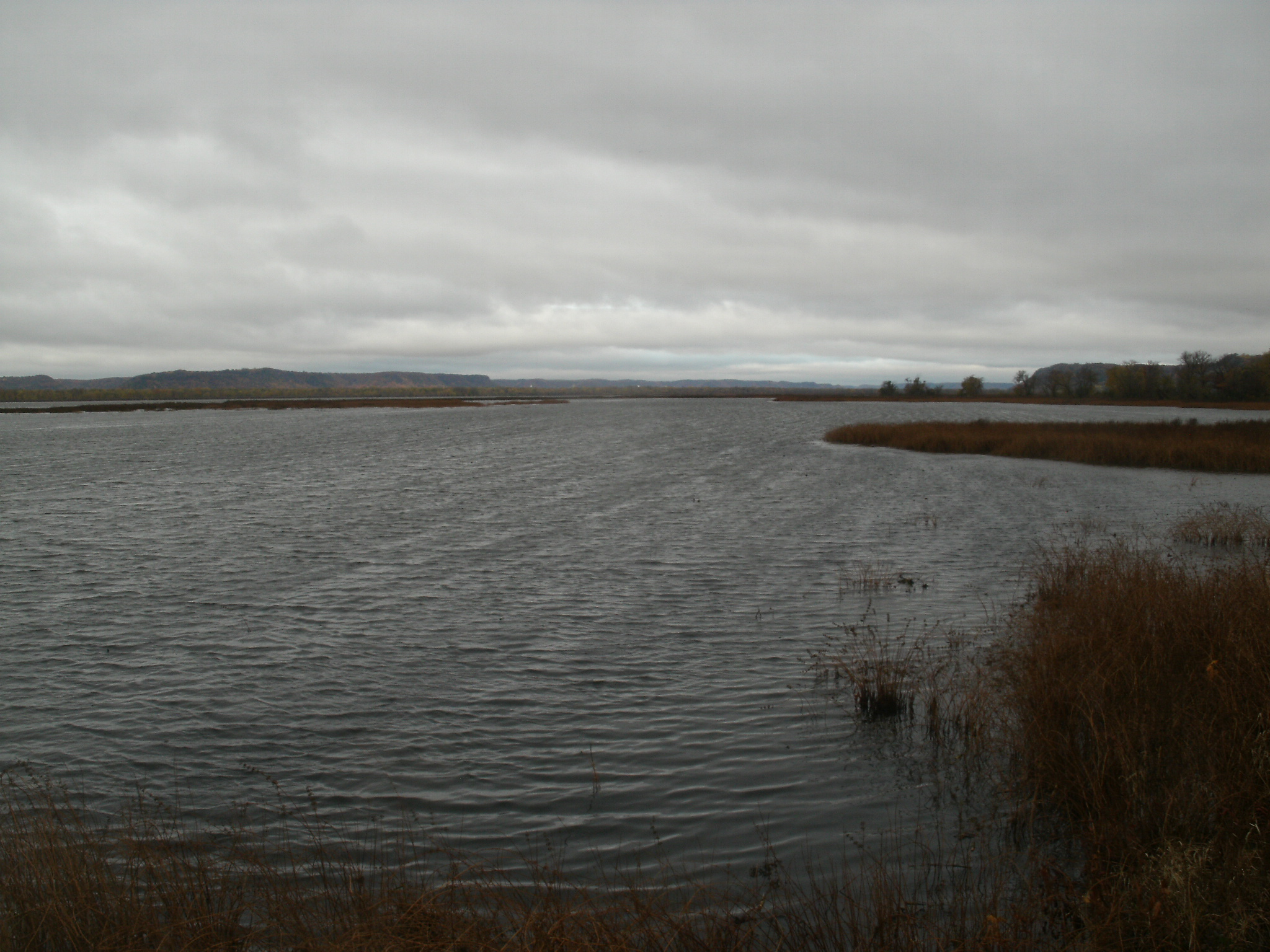
Rückstaugewässer National Wildlife Refuge
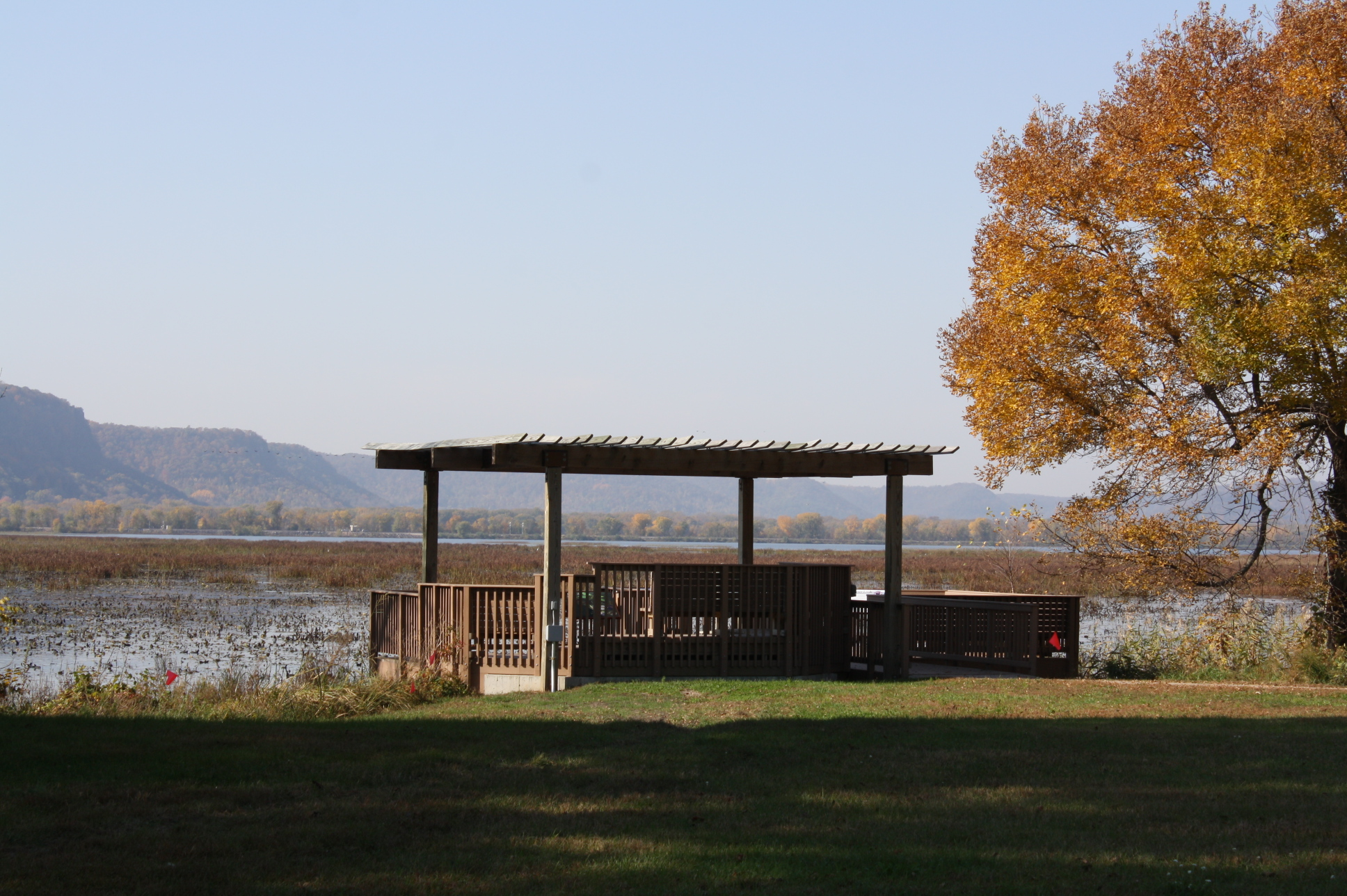
Beobachtungsplatz
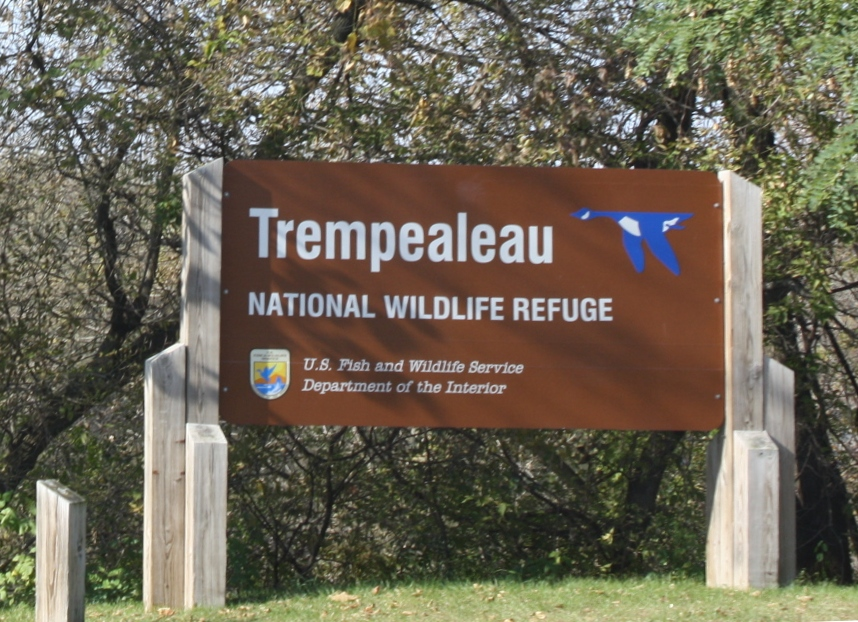
Schild des Trempealeau National Wildlife Refuge
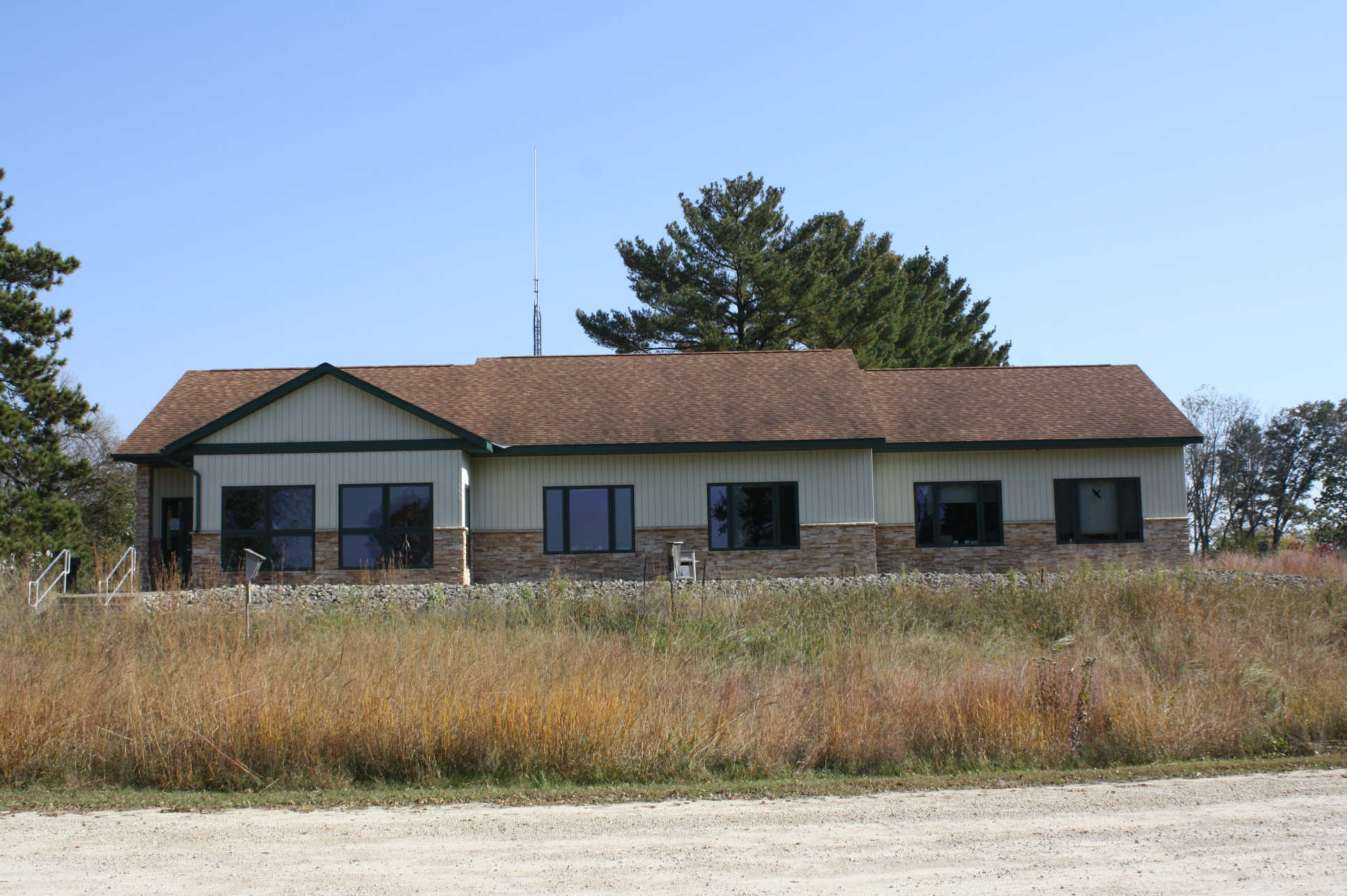
Besucher-Center
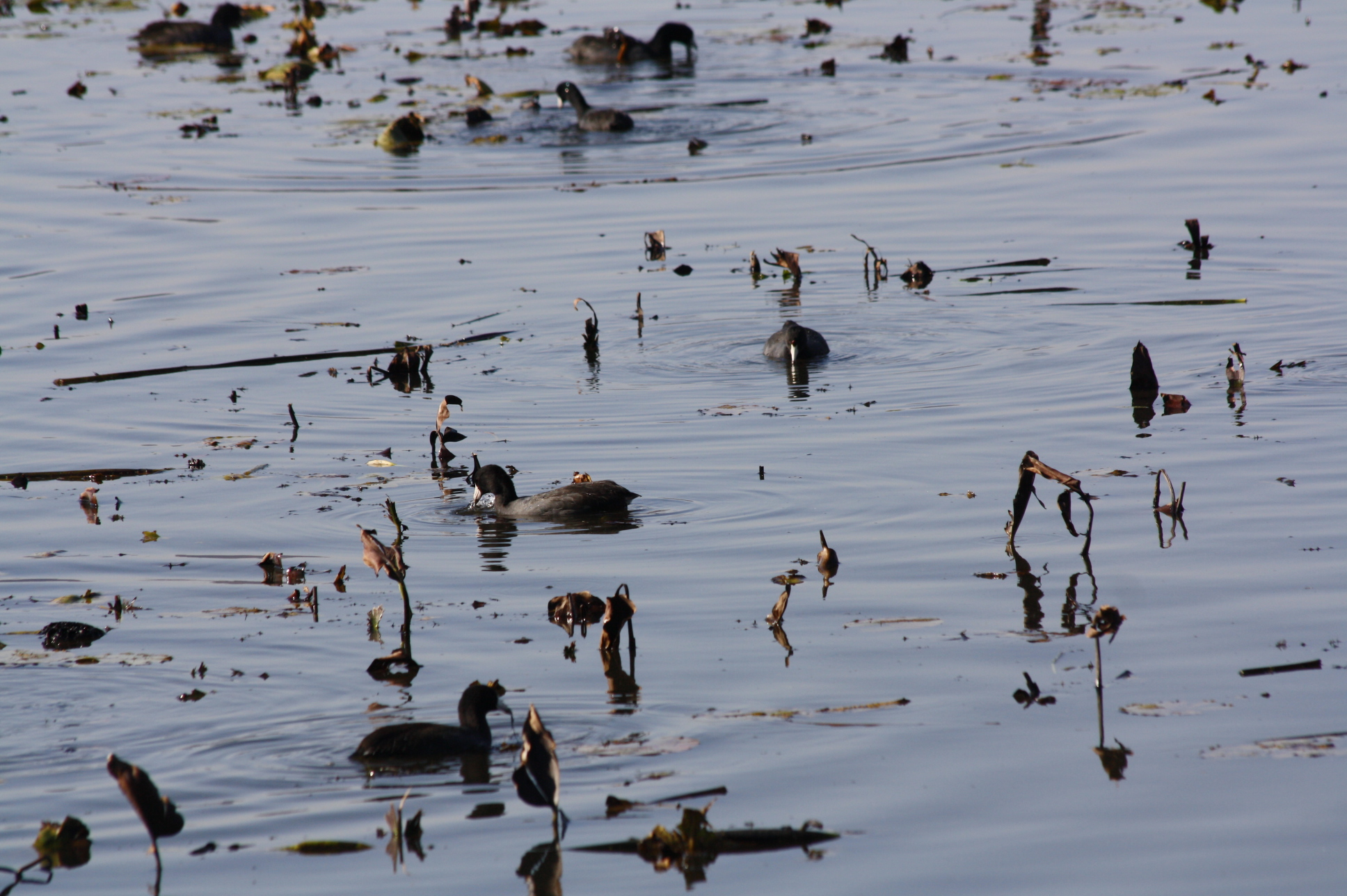
Indianerblässhuhn